# 牛群の帰り
『牛群の帰り』（ぎゅうぐんのかえり、独: Heimkehr der Herde、英: The Return of the Herd）は、初期フランドル派の巨匠ピーテル・ブリューゲルが1565年に板上に油彩で描いた絵画で、異なる季節を描いた6連作 (晩春の作品は失われている) のうちの1点である。風景の秋の色彩と葉の落ちた木々により、本作は10月、11月に結び付けられる。本作を含む連作は、アントウェルペンの金融業者で美術収集家でもあったニコラース・ヨンゲリンク により委嘱された。その後、連作はアントウェルペン市の所有となったが、1594年にはネーデルラント総督エルンスト・フォン・エスターライヒ大公に寄贈され、エルンスト大公の兄であったルドルフ2世 (神聖ローマ皇帝) の手中に帰した。1659年には、レオポルト・ヴィルヘルム・フォン・エスターライヒ大公の財産目録に記録されている。現在、本作は、ウィーンの美術史美術館に所蔵されている。

## 背景
本作を含む「季節画」6連作の制作を依頼した二コラース・ヨンゲリンクは、ハプスブルク家の為政者に仕えた人物で、彼はこの連作以外にも『バベルの塔』、『ゴルゴタの丘への行進』(ともにウィーンの美術史美術館所蔵) など16点のブリューゲル作品を所有していた重要なパトロンであった。
ヨンゲリンクは、アントウェルペンの郊外テル・ベーケに広大な敷地と別荘を持ち、その1室に「季節画」6連作を飾った。当時、ヨンゲリンクなど富裕層の人々は、経済活動の激務から解放されるために週末に近郊の別荘のサロンで文化交流を享受していた。ヨンゲリンクの別荘には、イタリア・ルネサンス様式を導入したフランス・フロリスの神話画連作『ヘラクレスの功業』も掛けられていた。ヨンゲリンクと知識階級の友人たちは、フロリスの古典古代の英雄的主題とブリューゲルの雄大な自然の中で勤勉に働く農民讃歌の対比に大いに議論を楽しんだであろう。
ブリューゲル研究者の森洋子によると、フランドルの聖務日課書や時祷書、フランドル、ドイツ、フランスなどの月歴版画とブリューゲルの「季節画」の相違は、ブリューゲルが農民を主人公として描き、貴族や市民の月歴行事を描かなかったことである。また、ブリューゲルは月々の伝統的な農事に捉われることなく、季節感にあふれた自然環境の中で勤勉に働く農民を讃えている。

## 作品
どのフランドルの時祷書の伝統にも、本作のような牛群の帰りという図像はない。この作品は、秋の季節感を表現するにはもっともふさわしいと考えたブリューゲルの創意によるものである。ブリューゲルは1552-1554年にイタリアに旅行した際、スイスを経由しているが、その時の印象を本作に活かすことができたであろう。
この作品の主人公は放牧を終え、畜舎へと牛を追い立てる牧人たちである。ブリューゲルは無名性の強調として、群衆や家畜などの「後ろ姿」を好んで描くが、ここでも牛の後ろ姿が目立つ造形表現となっている。牛群の移動と川の流れが対角線上に並行している。『干草の収穫』 (プラハ国立美術館)、『穀物の収穫』 (メトロポリタン美術館) に比べて、より動静のあるダイナミックな画面に発展しているといえる。中景の丘でのブドウ摘みと遠景の山道でのブドウ運びは、時祷書の9月ないし10月の営みである。また、河の対岸での豚の飼育 (木からドングリを落として食べさせる) も秋の作業である。
ブリューゲルは秋の落ち着いた雰囲気を、色づいた木々の葉、後ろ姿の牛、牧人の衣服、大地など同系色の褐色のトーンに白、黒、モスグリーンで彩りをつけている。その中で、画面手前中央に描かれている牛の白色と画面上部の暗雲の黒色の対照が印象的である。

## 季節画連作
現存する『季節画』は以下の作品である。

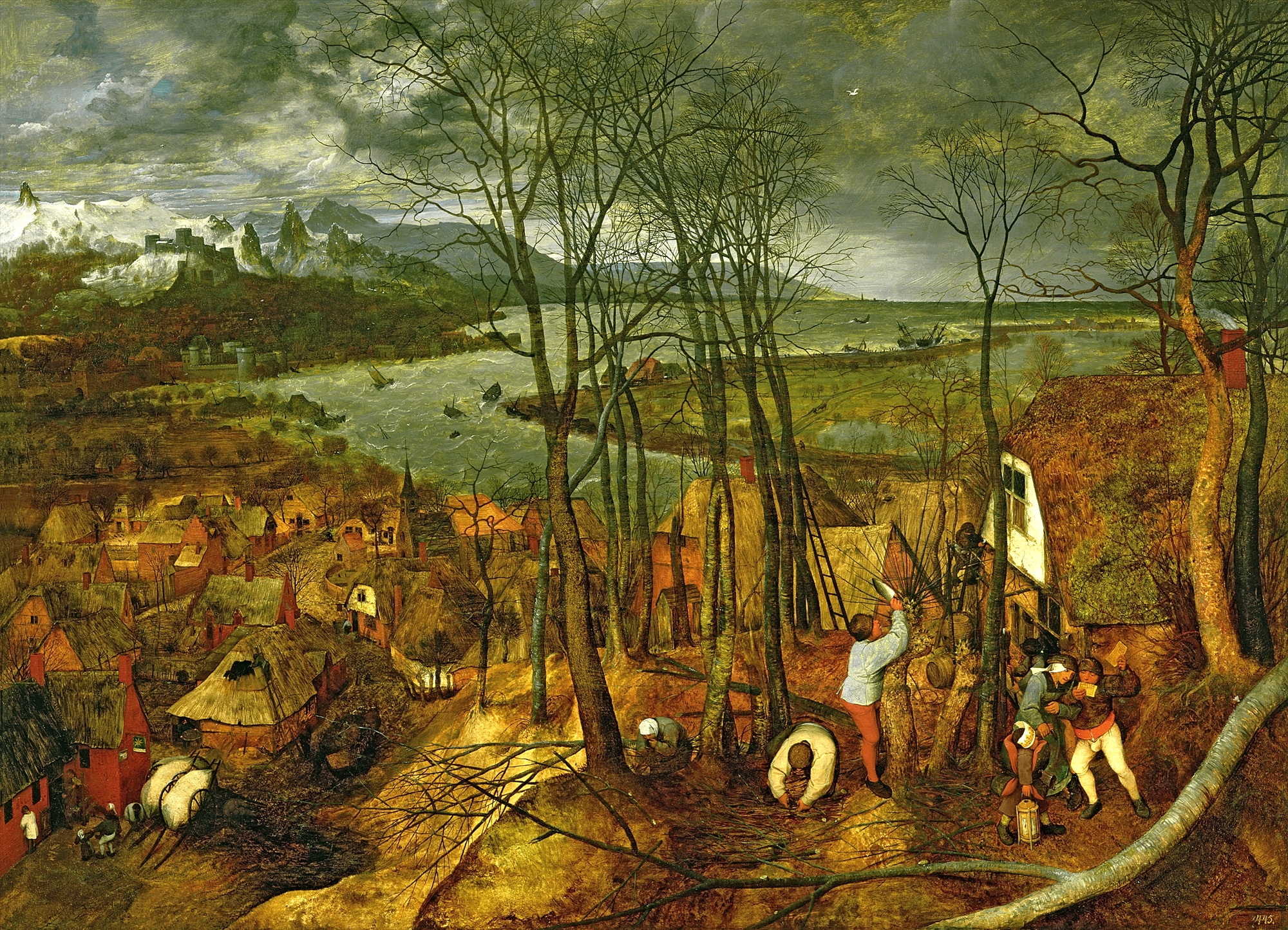
『暗い日』、美術史美術館 (ウィーン)
『穀物の収穫』、メトロポリタン美術館
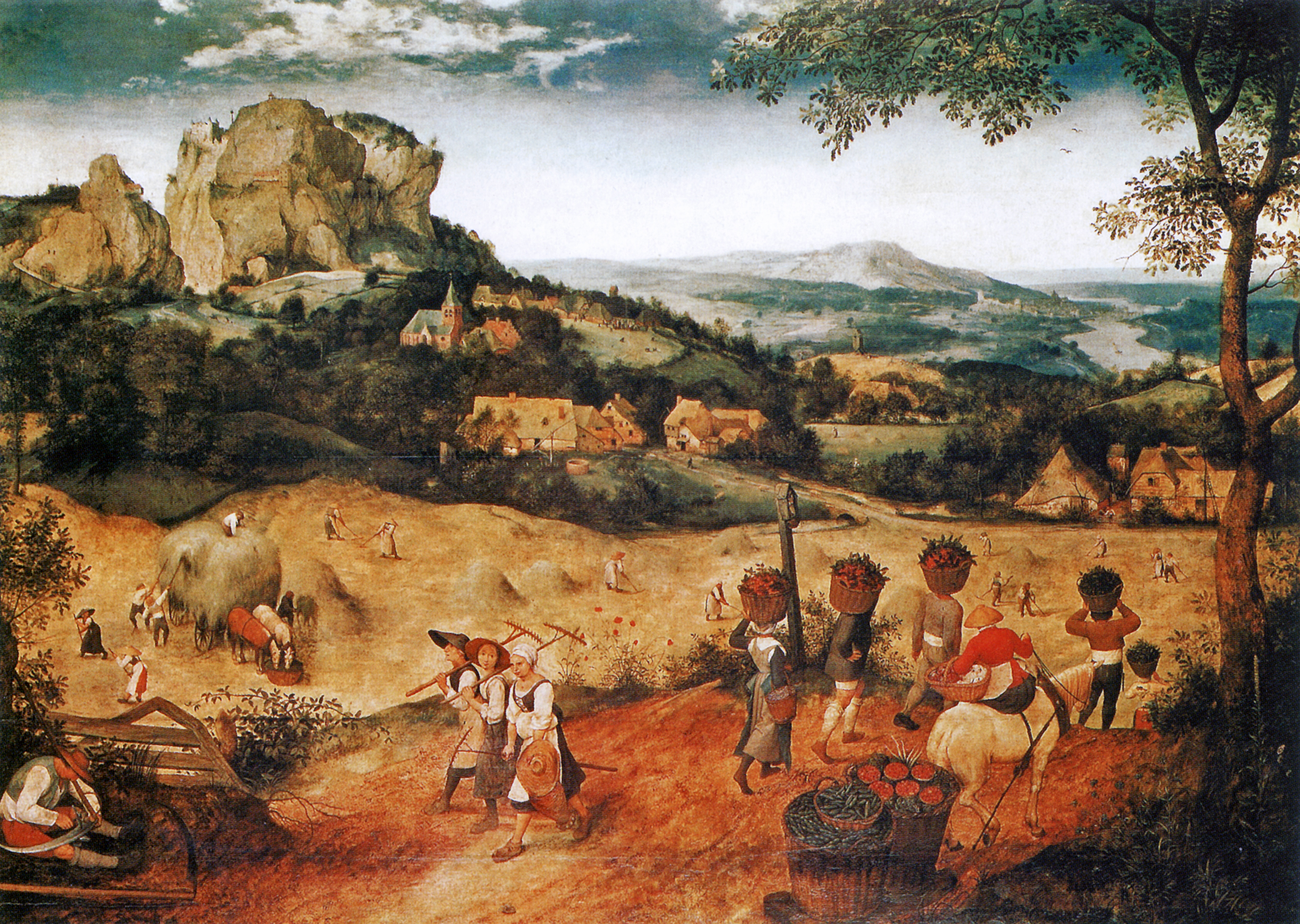
『干草の収穫』、 プラハ国立美術館
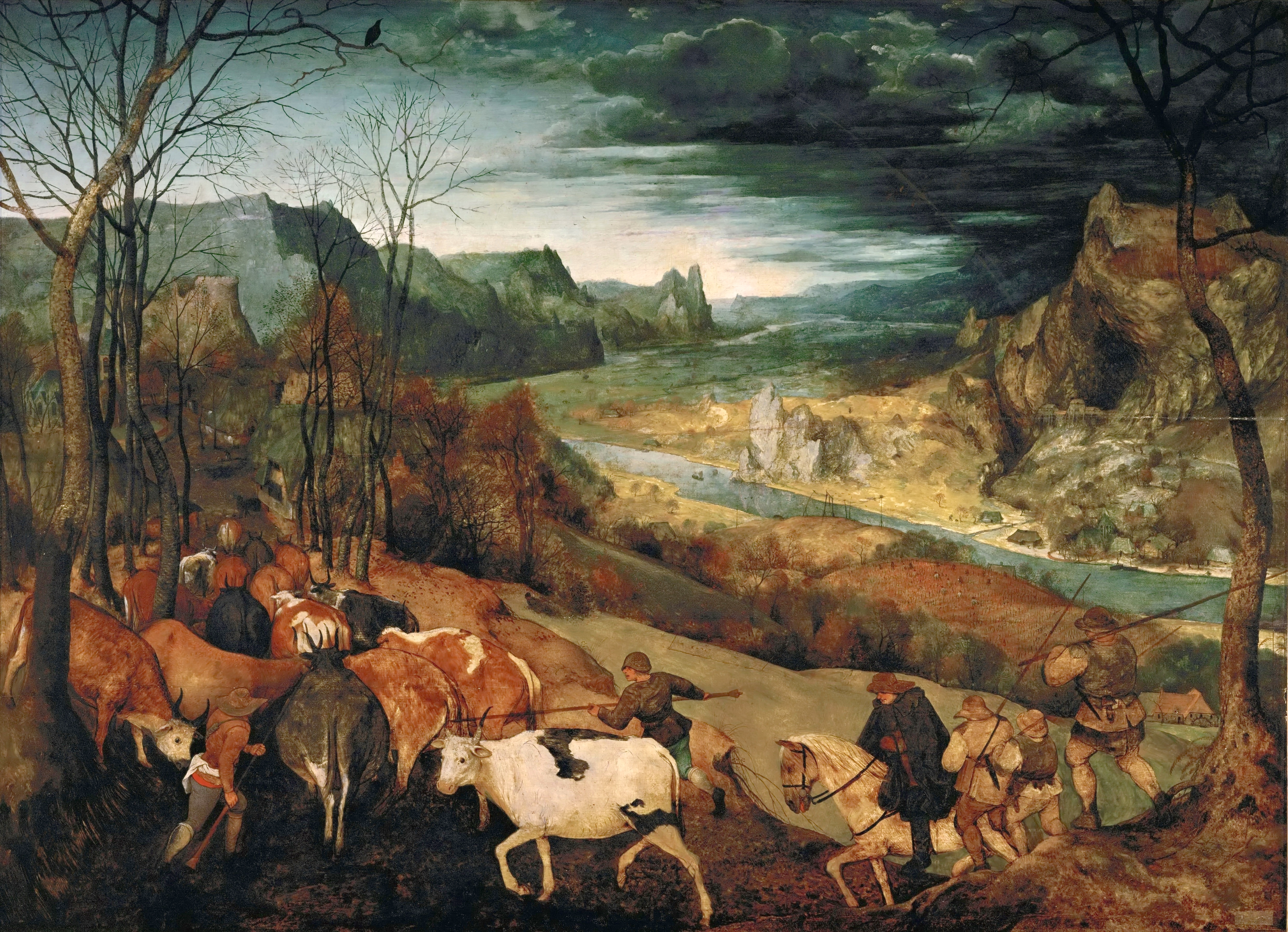
『牛群の帰り』、美術史美術館 (ウィーン)
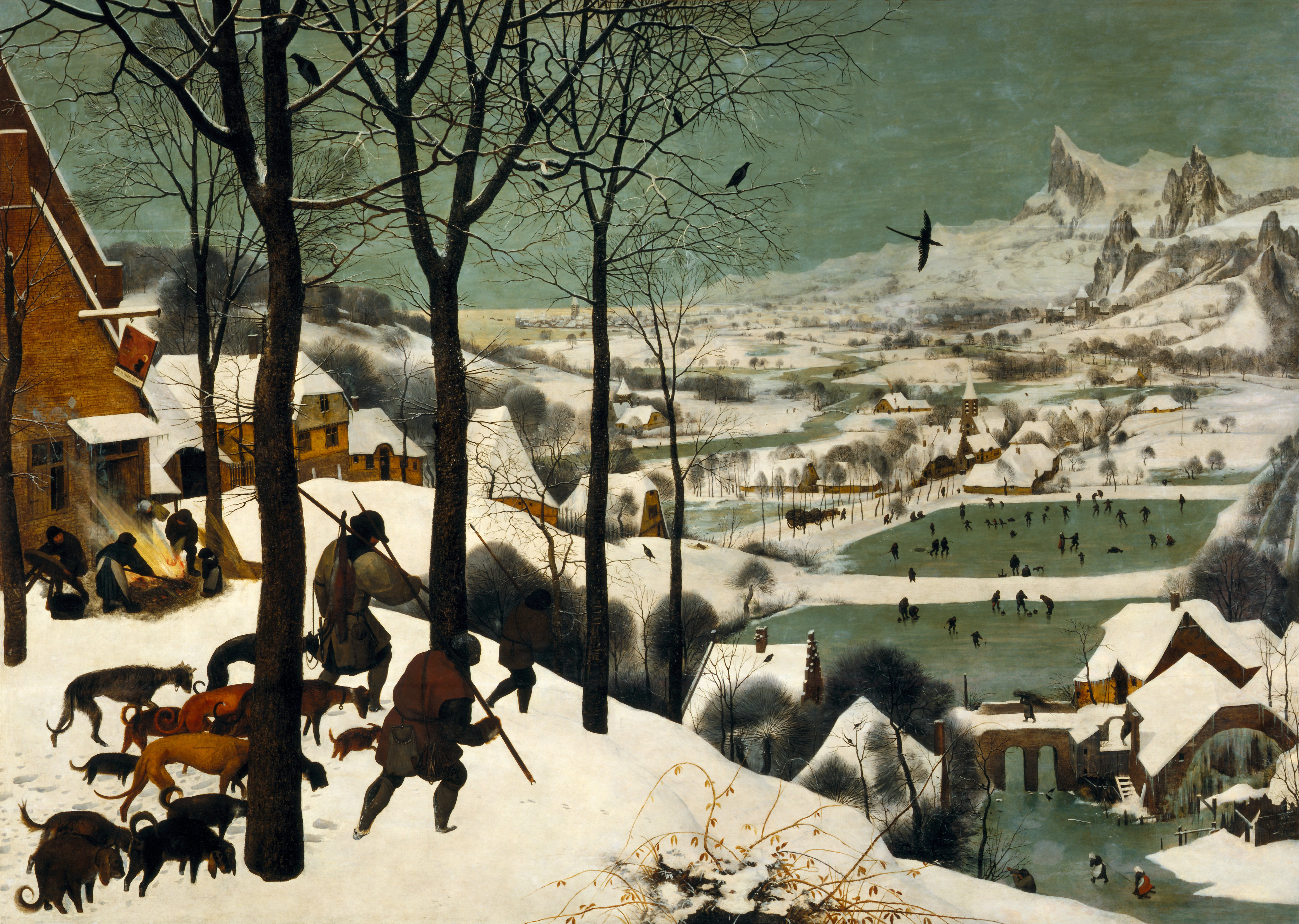
『雪中の狩人』、美術史美術館 (ウィーン)